# 2013-as FIFA-klubvilágbajnokság-döntő
A 2013-as FIFA-klubvilágbajnokság-döntőjét 2013. december 21-én a 2012–2013-as marokkói labdarúgó-bajnokság győztese, a Raja Casablanca és a 2012–2013-as UEFA-bajnokok ligája győztese, a német Bayern München vívta meg a Marrákesben.

## A döntős csapatok

### Bayern München
A Bayern München 2013-as évének utolsó, egyben ötödik trófeájának megszerzésének céljából játszott. A német bajnok és kupagyőztes, a 2012–2013-as UEFA-bajnokok ligája megnyerésével kvalifikálta magát a tornára. Nyáron az UEFA-szuperkupát is megnyerték. Az UEFA-bajnokok ligája és Copa Libertadores győztese az elődöntőben kezdte meg klubvilágbajnoksági szereplését, így találkozott a döntőt megelőzően a Bayern München a Kuangcsou Evergrandéval. Öt kapufát és három gólt szereztek és jutottak a döntőbe.

### Raja Casablanca
Meglepő bravúrt hajtott végre a Raja Casablanca azzal, hogy bejutott rendezőként a klubvilágbajnokság döntőjébe. A selejtezőkörben az Auckland City FC-t múlták felül 2–1 arányban. Hatalmas meglepetésre a Monterrey FC-t is kiejtették, szintén 2–1-es végeredménnyel. Az elődöntőben az Atlético Miniróval találkoztak. 3–1 arányban múlták felül Ronaldinho csapatát, és bejutottak a döntőbe. Soha nem látott teljesítményt mutattak be, mivel ők az első csapat akik házigazdaként jutottak be a FIFA-klubvilágbajnokság döntőjébe.

## Út a döntőig
| Raja Casablanca                                   | Raja Casablanca                                   | Forduló                  | Bayern München                                     | Bayern München                                     |
| ------------------------------------------------- | ------------------------------------------------- | ------------------------ | -------------------------------------------------- | -------------------------------------------------- |
| A Marokkói labdarúgó-bajnokság győztese (Rendező) | A Marokkói labdarúgó-bajnokság győztese (Rendező) | Kontinenstorna           | A 2012–2013-as UEFA-bajnokok ligája győztese       | A 2012–2013-as UEFA-bajnokok ligája győztese       |
| Ellenfél                                          | Végeredmény                                       | Egyenes kieséses szakasz | Ellenfél                                           | Végeredmény                                        |
| Auckland City FC                                  | 2–1                                               | Selejtező                | A Bayern München kiemeléssel az elődöntőbe került. | A Bayern München kiemeléssel az elődöntőbe került. |
| CF Monterrey                                      | 2–1                                               | Negyeddöntő              | A Bayern München kiemeléssel az elődöntőbe került. | A Bayern München kiemeléssel az elődöntőbe került. |
| Atlético Mineiro                                  | 3–1                                               | Elődöntő                 | Kuangcsou Evergrande                               | 3–0                                                |

## A mérkőzés
| 2013. december 21. 19:30 (CEST) |

| Bayern München      | 2–0               | Raja Casablanca |
| ------------------- | ----------------- | --------------- |
| Dante 7' Thiago 22' | (2–0) Jegyzőkönyv |                 |

| Stade de Marrakech, Marrákes Nézőszám: 37 774 Játékvezető: Sandro Ricci (brazil) |

| Bayern München | Raja Casablanca |

| GK            | 1  | Manuel Neuer      |  |     |
| RB            | 13 | Rafinha           |  |     |
| CB            | 17 | Jérôme Boateng    |  |     |
| CB            | 4  | Dante             |  |     |
| LB            | 27 | David Alaba       |  |     |
| DM            | 21 | Philipp Lahm (cs) |  |     |
| RM            | 11 | Xherdan Shaqiri   |  | 80' |
| CM            | 6  | Thiago            |  |     |
| CM            | 39 | Toni Kroos        |  | 60' |
| LM            | 7  | Franck Ribéry     |  |     |
| CF            | 25 | Thomas Müller     |  | 76' |
| Csere:        |    |                   |  |     |
| GK            | 22 | Tom Starke        |  |     |
| GK            | 32 | Lukas Raeder      |  |     |
| DF            | 5  | Daniel Van Buyten |  |     |
| DF            | 15 | Jan Kirchhoff     |  |     |
| DF            | 26 | Diego Contento    |  |     |
| MF            | 8  | Javi Martínez     |  | 60' |
| MF            | 19 | Mario Götze       |  | 80' |
| MF            | 23 | Mitchell Weiser   |  |     |
| MF            | 34 | Pierre Højbjerg   |  |     |
| MF            | 37 | Julian Green      |  |     |
| FW            | 9  | Mario Mandžukić   |  | 76' |
| FW            | 14 | Claudio Pizarro   |  |     |
| Edző:         |    |                   |  |     |
| Pep Guardiola |    |                   |  |     |

| GK              | 61 | Khalid Askri            |         |     |
| RB              | 3  | Zakaria El Hachimi      |         |     |
| CB              | 27 | Ismail Benlamalem       |         |     |
| CB              | 16 | Mohamed Oulhaj          | 55'     |     |
| LB              | 21 | Adil Kerrouchy          |         |     |
| DM              | 99 | Issam Erraki            |         |     |
| DM              | 28 | Kouko Guehi             |         |     |
| CM              | 8  | Chemseddine Chtibi      |         | 50' |
| RM              | 5  | Mouhcine Moutouali (cs) |         |     |
| LM              | 18 | Abdelilah Hafidi        |         | 88' |
| CF              | 20 | Mouhcine Iajour         |         | 78' |
| Cserék:         |    |                         |         |     |
| GK              | 1  | Yassine El Had          |         |     |
| GK              | 37 | Brahim Zaari            |         |     |
| DF              | 4  | Ahmed Rahmani           |         |     |
| DF              | 17 | Rachid Soulaimani       | 79' 78' |     |
| DF              | 31 | Idrissa Coulibaly       |         |     |
| MF              | 7  | Déo Kanda               |         |     |
| MF              | 24 | Vianney Mabidé          |         | 50' |
| MF              | 26 | Ismail Kouchame         |         |     |
| MF              | 30 | Redouane Dardouri       |         |     |
| FW              | 9  | Abdelmajid Dine         |         |     |
| FW              | 10 | Badr Kachani            |         | 88' |
| FW              | 25 | Yassine Salhi           |         |     |
| Edző:           |    |                         |         |     |
| Faouzi Benzarti |    |                         |         |     |